# 아돌프 다슬러
아돌프 “아디” 다슬러(Adolf "Adi" Dassler, 1900년 11월 3일 ~ 1978년 9월 6일)는 독일의 기업인으로 아디다스를 창립한 인물이다.
1900년 독일 제국 바이에른 지방의 작은 도시인 헤르초게나우라흐의 직공 출신 크리스토프 다슬러의 아들로 태어나 제1차 세계 대전 후 1924년부터 형 루돌프 다슬러와 함께 신발을 생산하며 사업을 시작했다.
1928년 안트베르펜 올림픽에서 자신들이 생산한 운동화를 선수들에게 지급했고 특히 1936년 베를린 올림픽에서 다슬러의 신발을 신은 미국의 육상 선수 제시 오웬스가 4개의 금메달을 수상하기도 했다.
1930년대 독재자 아돌프 히틀러가 부상하자 형 루돌프와 함께 나치당에 협력하며 전투용 신발, 부츠 등을 생산했으나 제2차 세계 대전을 거치면서 형과의 관계와 악화되어 1948년 형 루돌프는 아돌프와 결별해 단독적으로 신발 회사 푸마를 창립하고 자신은 1949년 자신의 애칭을 딴 신발 회사 아디다스를 창립했다.
1973년 아들 호르스트 다슬러는 경기장과 수영장 장비 제작 회사를 세웠고 1978년 아돌프는 고향 헤르초게나우라흐에서 죽었고 사후 아들 호르스트와 아내 케터 다슬러가 회사를 맡았다.